# Julio Rubiano
Julio Alberto Rubiano Pachón (Nemocón, 1953. augusztus 17. – Bogotá, 2019. január 8.) kolumbiai kerékpárversenyző, olimpikon.

## Pályafutása
1976-ban a montréali olimpián részt vett országúti csapatversenyben.

## Sikerei, díjai
- Pánamerikai kerékpárbajnokság
  - 2.: 1974 (Cali)
  - 3.: 1984 (Medellín)
- Vuelta a Colombia
  - győztes: 1974 (23 év alattiak)
  - 2.: 1979, 1981
- Clásico RCN
  - 2.: 1978
  - 3.: 1981
- Vuelta Ciclista de Chile
  - győztes: 1982
- Kolumbiai bajnokság – amatőr országúti verseny
  - győztes: 1979